# Велике Передмістя
Вели́ке Передмі́стя (до 1946 року - Передмістя Велике) — село в Україні, у Львівському районі Львівської області. Населення становить 185 осіб. Орган місцевого самоврядування - Добросинсько-Магерівська сільська рада.

## Історія
Село Велике Передмістя до 1939 року було частиною містечка Магерова. Село утворилось з наступних частин Магерова: Велике Передмістя (Львівське Передмістя), За Містом, Явірники та Підгір'я.